# Cosmoglotta
Cosmoglotta es la revista central del movimiento occidentalista.
Cosmoglotta es el órgano de prensa oficial de la Interlingue-Union.

## Historia
La precursora de Cosmoglotta fue la revista Kosmoglott, publicada en Tallin entre 1922 y 1926 y publicada por una asociación del mismo nombre fundada por el lingüista alemán báltico Edgar von Wahl.
En 1927, la revista pasó a llamarse Cosmoglotta (a partir del número 38) y comenzó a publicarse en Viena. Después de que A. Z. Ramstedt se convirtiera en el editor en jefe de la revista, su publicación se trasladó a Estocolmo. La revista se publicó allí hasta que Ric Berger se convirtió en editor en jefe.
A principios de 1934, la revista Helvetia, que se publicó en Suiza entre 1928 y 1933, se fusionó con Cosmoglotta. Cosmoglotta también se emitió posteriormente en Suiza.
En 1935, comenzó a aparecer un periódico adicional perteneciente a Cosmoglotta. Las publicaciones principal y secundaria se distinguieron más tarde como serie A y serie B.
Hoy, la revista se publica irregularmente.

## Jefes de redacción
- 1922-1926 : Edgar de Wahl;
- 1927-1930 : Engelbert Pigal;
- 1931-1932 : A. Z. Ramstedt, Bertil Blomé;
- 1933-1950 : Ric Berger;
- 1951-1957 : Interlingue Institute;
- 1958-1985 : Alphonse Matejka;
- 1985-2000 : Adrián J. Pilgrim;
- Desde 2000 : ie:Bedřich Plavec.[3]